# Église Saint-Martin de Saint-Martin-de-la-Place
L'église Saint-Martin est une église située à Saint-Martin-de-la-Place, en France.

## Localisation
L'église est située dans le département français de Maine-et-Loire, sur la commune de Saint-Martin-de-la-Place.

## Historique
L'édifice est inscrit au titre des monuments historiques en 1957.